# غراب گردن‌سفید
غراب گردن‌سفید (نام علمی: Corvus albicollis) نام یک گونه از سرده کلاغ است.